# Dean Marney
Dean Edward Marney (London, 1984. január 31.) angol labdarúgó, a Burnley FC-ben játszik középpályásként.

## Pályafutása

### Tottenham Hotspur FC
Marney a Tottenham Hotspur ifiakadémiáján kezdett futballozni. Bár elsősorban középpályás, hamar kiderült, hogy jobbhátvédként is megállja a helyét. Sokan benne látták az ír Stephen Carr méltó utódját. 2002-ben, egy Bohemian elleni barátságos meccsen mutatkozott be. Hátvédként lépett pályára és olyan jól teljesített, hogy őt választották a találkozó legjobbjának. Ekkor azonban tétmeccseken még nem számítottak rá, ezért kölcsönadták a Swindon Townnak.
Hivatalos mérkőzésen 2003 augusztusában, a Birmingham City ellen játszott először a Spursben. 2004 januárjában a Queens Park Rangershez került, hogy tapasztalatot gyűjtsön. Miután visszatért a fehér mezesekhez, kezdőként kapott lehetőséget egy meccsen, de utána megint sokáig nem játszott, ezért novemberben kölcsönben a Gillinghamhez igazolt.
Visszatérése után 2005. január 1-jén lehetőséget kapott az Everton ellen. Az 5-2-re megnyert találkozón két gólt is szerzett. Februártól ismét csak szenvedett, ráadásul a 2005/06-os szezon előtt a Tottenham leigazolta Edgar Davidsot és Jermaine Jenast, így semmi esélye nem maradt a csapatba kerülésre. A Norwich CIty az egész évadra kölcsönvette, de megsérült, ezért még 2005 októberében vissza kellett térnie Londonba.

### Hull City AFC
2006. július 14-én a Hull City ismeretlen összes fejében leigazolta. A 2007/08-as szezonban ő is tagja volt annak a csapatnak, mely története során először feljutott a Premier League-be.

## Válogatott
Marney 2005 februárjában, Hollandia ellen debütált az U21-es angol válogatottban. A mai napig ez az egyetlen válogatott mérkőzése.

## Külső hivatkozások
- Dean Marney pályafutásának statisztikái a Soccerbase oldalon (angolul)

- Marney adatlapja a Burnley FC honlapján
- Dean Marney adatlapja az ex-canaries.co.uk-on

## Fordítás
- Ez a szócikk részben vagy egészben  a   Dean Marney (footballer) című angol Wikipédia-szócikk fordításán alapul.  Az eredeti cikk szerkesztőit annak laptörténete sorolja fel. Ez a jelzés csupán a megfogalmazás eredetét és a szerzői jogokat jelzi, nem szolgál a cikkben szereplő információk forrásmegjelöléseként.